# Seconde République (Turkestan oriental)
 (juillet 2009).
Si vous disposez d'ouvrages ou d'articles de référence ou si vous connaissez des sites web de qualité traitant du thème abordé ici, merci de compléter l'article en donnant les références utiles à sa vérifiabilité et en les liant à la section « Notes et références ».
12 novembre 1944 – 22 décembre 1949
Entités précédentes :
- Xinjiang

La Seconde République au Turkestan oriental, appelée habituellement la république du Turkestan oriental (RTO ouïghour : شەرقىي تۈركىستان جۇمھۇرىيىتى ; chinois traditionnel : 東突厥斯坦 ; chinois simplifié : 东突厥斯坦 ; pinyin : dōng Tūjué sītǎn), est une république soviétique située dans trois districts (correspondant aux actuelles préfecture autonome kazakhe d'Ili, préfecture de Tacheng (ou Tarbagata) et préfecture d'Altay, crée à la suite de ce que l'on appelle la révolution des trois districts (三区革命), ces deux dernières dépendant toutes deux de la préfecture autonome kazakhe d'Ili) du Nord de la province du Xinjiang pendant la république de Chine (1912-1949), qui est maintenant la région autonome ouïghoure du Xinjiang au sein de la république populaire de Chine.

## Origines

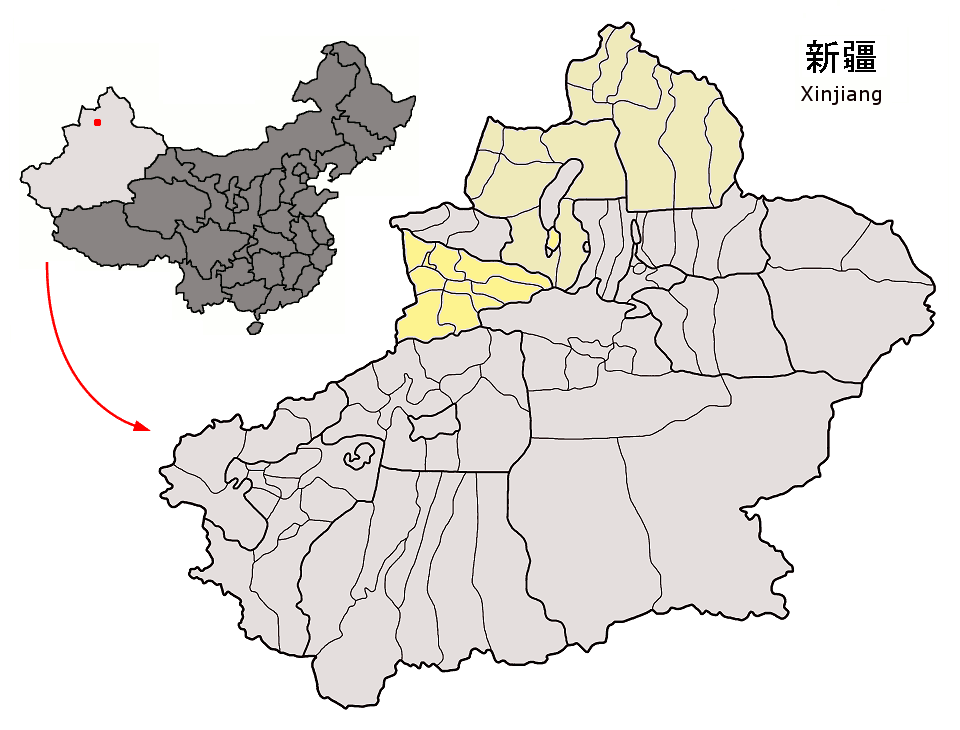
En jaune, les districts d'Ili, Tarbagatay, Altay, au sein de la région autonome ouïghoure du Xinjiang en république populaire de Chine.

Pendant la république de Chine (1912-1949), de 1934 à 1941, le nord du Xinjiang est sous l'influence de l'Union soviétique de façon similaire à la Mongolie-Extérieure (voir également Khaganat de Mongolie du Bogdo, 1911 — 1924). Le général chinois Sheng Shicai, seigneur de la guerre local, dépend de l'Union soviétique pour le soutien militaire et le commerce. Le gouvernement soviétique conserve un régiment de soldats du Ministère des Affaires Internes à Kumul à partir d'octobre 1937 pour empêcher l’offensive potentielle de l'Armée impériale japonaise au Xinjiang (ou Sinkiang) au travers de la Mongolie-Intérieure. En échange, sont accordées des concessions pour des puits de pétrole, des mines d'étain et de tungstène, ainsi que la conduite du commerce sous des conditions très favorables à l'URSS.
Le 26 novembre 1940, Sheng Shicai conclut un accord, accordant à l’URSS des concessions supplémentaires pour l’ensemble de la province du Sinkiang pour 50 ans, y compris les secteurs à la frontière avec l'Inde et le Tibet, et plaçant pratiquement le Xinjiang sous le plein contrôle, politique et économique, de l'URSS, en faisant une partie de la Chine seulement sur le papier. Comme Sheng Shicai le mentionne dans ses mémoires, L'échec Rouge dans le Xinjiang, publié par l'université du Michigan en 1958 sous le titre anglais : Red failure in Sinkiang[Quoi ?], les pressions de Staline sur lui en 1940 étaient si fortes qu’un refus pour signer cet Accord de Concessions secret en 17 articles, préparé par Staline lui-même, aurait fait subir au Xinjiang le même sort que la Pologne, comme cela a été expliqué par Bakulin et Karpov, les représentants soviétiques à Urumchi.
Suivant cet accord, une expédition d'exploration géologique à grande échelle est envoyée par les Soviétiques au Xinjiang en 1940-1941 et des dépôts importants de diverses ressources minérales, y compris d'uranium et de béryllium (du minerai des deux minéraux fut livré des mines d'Altaï du Xinjiang à l’URSS jusqu'à fin 1949 et utilisé dans la conception d'armes nucléaires et la création de la première bombe atomique soviétique), sont découverts dans les montagnes près de Kachgar et dans la région de l’Altaï. Après l’invasion allemande de l'Union soviétique au mois de juin 1941, et l'entrée des États-Unis dans la guerre en décembre 1941, l'Union soviétique devient bien moins attrayante, et le Kuomintang de Tchang Kaï-chek bien plus attrayant comme chef. Fin 1942, Sheng exige que l'Union soviétique retire toutes ses forces militaires et ses officiels politiques du Sinkiang. En 1943, Sheng est nommé la tête de la branche du Guomindang dans le Xinjiang et autorise l’entrée des cadres du Guomindang dans la province. À l'été 1944, à la suite des défaites allemandes sur le front de l'Est, Sheng tente de réaffirmer le contrôle sur le Sinkiang et se tourne vers l'Union soviétique pour que celle-ci le soutienne une fois de plus. Cette fois, en revanche, Staline refuse de traiter avec lui et au mois d'août 1944, le Guomindang le retire de la province en le nommant à un poste de faible importance au Ministère d'Exploitation des forêts à Chongqing.

## Rébellion
À la suite du départ de Sheng Shicai du Xinjiang, la nouvelle administration du Guomindang connaît des difficultés croissantes à maintenir la loi et l’ordre. Le 16 septembre 1944, commence la révolution des trois districts. Les troupes envoyées dans le comté de Gongha, une région à majorité Kazakh, sont incapables de contenir un groupe d'émeutiers. Le 8 octobre, les émeutiers prennent Nilka, le siège du comté. Courant octobre, la révolte des trois régions éclate de façon générale au sud de Ghulja dans l’Ili, l’Altay et dans les districts de Tacheng (ou Tarbagatay) du nord du Xinjiang. Aidés par l'Union soviétique, et soutenus par un certain nombre d’exilés du Xinjiang entraînés en Union soviétique, les rebelles imposent rapidement leur contrôle sur les trois régions, prenant Ghulja au mois de novembre. La population ethnique chinoise de la région est alors réduite par le massacre et l'exclusion[réf. nécessaire]. Selon des officiels consulaires des États-Unis, l'érudit musulman Elihan Tore proclame l'avènement d'un « Gouvernement islamique du Turkestan », en déclarant :

« Le Gouvernement islamique du Turkestan est organisé : loué soit Allah pour ses multiples bénédictions ! Loué soit Allah ! L'aide d'Allah nous a donné la force héroïque de renverser le gouvernement de l'oppresseur chinois. Mais même si nous nous sommes libérés, cela peut-il être agréable à la vue de notre Dieu si nous nous tenons seulement là à regarder tandis que vous, nos frères de religion… supportez toujours le grief sanglant de la sujétion à la sombre politique du gouvernement oppresseur des sauvages Chinois ? Il est certain que notre Dieu ne pourrait être satisfait. Nous ne baisserons pas les bras avant de vous avoir libérés des cinq doigts sanglants du pouvoir des oppresseurs chinois, ni avant que les racines mêmes du gouvernement des oppresseurs chinois ne se soient asséchées et n'aient disparu de la surface de la terre du Turkestan oriental, dont nous avons hérité comme terre natale des mains de nos pères et de nos grands-pères. »

Les demandes des rebelles incluent la fin de la domination chinoise, l'égalité pour toutes nationalités, l'usage reconnu des langues locales, des relations amicales avec l'Union soviétique et l'opposition à l'immigration chinoise dans le Xinjiang. Les forces armées de la rébellion forment la toute nouvelle Armée nationale d'Ily (en)) (chinois : 伊犁民族军 ; pinyin : Yīlí mínzú jūn, IMJ), qui comprend surtout des soldats ouïghours, kazakhs et russes blancs (environ 25 000 hommes de troupe, armés et entraînés par l'Union soviétique, renforcés par les unités de l'Armée rouge régulière), ainsi qu'un groupe de membres de la tribu Karai kazakhe sous les ordres d'Osman Batur (jusqu'à 20 000 cavaliers). Les Kazakhs se déploient au nord, tandis que l'IMJ se déploie au sud. En septembre 1945, l'Armée du Guomindang et l'IMJ occupent des positions sur les rives opposées de la rivière de Manas près d’Urumqi. À ce moment, la RTO prend la Dzoungarie (principalement mongole) tandis que le Guomindang prend principalement les régions à population ouïghour du sud du Xinjiang.

## Négociations
En août 1945, la république de Chine signe un Traité d'amitié et d'alliance accordant à l'Union soviétique une série de concessions que les États-Unis avaient promises lors de la conférence de Yalta. Cela met un terme au soutien soviétique évident en faveur de la république du Turkestan oriental. Le Guomindang obtient un accord négocié avec les dirigeants de la RTO au mois de juillet 1946. Dans les faits, peu de choses changent. La RTO reste un État prosoviétique indépendant de facto avec sa propre monnaie et son armée. L'activité politique dans la République se limite à l'Union pour la défense de la paix et de la démocratie, un parti sur le modèle du parti unique léniniste. Les officiels du Guomindang sont bannis des Trois Districts, et en retour le Guomindang soutient activement les politiciens de l'opposition. À ce moment, ils incluent Elihan Töre (qui disparaît lors d’une visite en Union soviétique) et le dirigeant kazakh Osman Batur qui avait rompu avec les autres rebelles quand leur orientation prosoviétique était devenue évidente. Le Guomindang nomme plusieurs Ouïghours importants conseillers de l'administration du Xinjiang et le dirigeant de la RTO Exmetjan Qasim, vice-président provincial.

## Abolition de la république du Turkestan oriental
Le 24 août 1949, à l’invitation du dirigeant de la Chine communiste Mao Zedong, Exmetjan Qasim, Abdulkerim Abbas, Ishaq Beg Munonov, Dalelkhan Sugirbayev, Rakhimjan Sabirhajiev, Luo Zhi et d’autres représentants de la 2e RTO (au total onze hommes) prennent l'avion à Almaty, la capitale de la République socialiste soviétique kazakhe, pour aller à la rencontre des dirigeants communistes chinois à Pékin et participer à la Conférence consultative politique du peuple chinois, qui doit proclamer l'avènement de la république populaire de Chine, mais ils périssent dans un accident mystérieux.
Le 3 septembre, l'Union soviétique informe le gouvernement chinois que l'avion s’est écrasé près du lac Baïkal sur la route de Pékin, tuant tous ses passagers sur le coup. Après l'effondrement de l'Union soviétique en 1991, d'anciens responsables du KGB ont révélé que les cinq dirigeants de la 2e RTO avaient été tués sur ordre de Joseph Staline à Moscou à la fin du mois d'août 1949, conformément à un accord entre Joseph Staline et Mao Zedong. Leur mort est cachée jusqu'à ce que l'APL prenne le contrôle du nord du Xinjiang lors de l'annexion du Turkestan oriental par la république populaire de Chine.
Peu de temps avant sa mort, Ehmetjan Qasim déclare : « Le Xinjiang devrait certainement devenir l’Ouïghourstan. C'est un désir non seulement des Ouïghours, mais de tous les habitants et nationalités qui habitent le Turkestan oriental. »

## Sources
- (zh) 包尔汉 (Bao Erhan), 新疆五十年, 北京, 文史资料出版社,‎ 1984, 379 p. (OCLC 67241822) (50 ans au Xinjiang)
- Clubb, O. E., China and Russia: The 'Great Game’. (NY, Columbia, 1971).
- Forbes, A. D. W. Warlords and Muslims in Chinese Central Asia: A Political History of Republic Sinkiang, 1911-1949 (Cambridge, Cambridge University Press, 1986).
- Hasiotis, A. C. Jr. Soviet Political, Economic and Military Involvement in Sinkiang from 1928 to 1949 (NY, Garland, 1987).
- Khakimbaev A. A., 'Nekotorye Osobennosti Natsional’no-Osvoboditel’nogo Dvizheniya Narodov Sin’tszyana v 30-kh i 40-kh godakh XX veka' [Some Characters of the National-Liberation Movement of the Xinjiang Peoples in 1930s and 1940s], in Materialy Mezhdunarodnoi Konferentsii po Problemam Istorii Kitaya v Noveishchee Vremya, Aprel’ 1977, Problemy Kitaya (Moscow, 1978) p. 113-118.
- Kotov, K. F., Mestnaya Natsional'nya Avtonomiya v Kitaiskoi Narodnoi Respublike—Na Primere Sin'tszyansko-Uigurskoi Avtonomoi Oblasti, [Autonomy of Local Nationalities in the Chinese People's Republic, as an Example of the Xinjiang Uighur Autonomous Region], (Moscow, Gosudarstvennoe Izdatel’stvo Yuridichekoi Literaturi, 1959).
- Kutlukov, M., 'Natsionlal’no-Osvoboditel’noe Dvizhenie 1944-1949 gg. v Sin’tszyane kak Sostavnaya Chast’ Kitaiskoi Narodnoi Revolyutsii', [The National-Liberation Movement of 1944-1949 in Xinjiang as a Part of the People’s Revolution in China], in Sbornik Pabot Aspirantov, Otdelenie Obshchestvennykh Hauk, AN UzbSSR, Bypusk 2 (Tashkent, 1958) p. 261-304.
- Lattimore, O., Pivot of Asia: Sinkiang and the Inner Asian Frontiers of China (Boston, Little, Brown & Co., 1950).
- Mingulov, N. N., 'Narody Sin’tszyana v Bop’be za Ustanovlenue Harodnoi Demokratii 1944-1949 gg.', [The Xinjiang Peoples in Struggle for Establishment of People’s Democracy, 1944-1949], (Abstract of Dissertation in Moscow National University, 1956).

- 'Natsionlal’no-Osvoboditel’noe Dvizhenie Narodov Sin’tszyana kak Sostavnaya Chast’ *Obshchekitaiskoi Revolyutsii (1944-1949 gody)', [The National-Liberation Movement of the Peoples in Xinjiang in 1944-1949 as a Part of the People’s Revolution in China], in Trudi: Instituta Istorii, Arkheologii i Etnografii, Tom 15 (Alma-Ata, 1962) p. 68-102.
- Rakhimov, T. R. 'Mesto Bostochno-Turkestanskoi Respubliki (VTR) v Natsional’no-Osvoboditel’noi Bor’be Narodov Kitaya' [Role of the Eastern Turkestan Republic (ETR) in the National Liberation Struggle of the Peoples in China], A paper presented at 2-ya Nauchnaya Konferentsiya po Problemam Istorii Kitaya v Noveishchee Vremya, (Moscow, 1977), p. 68-70.
- Saviskii, A. P. 'Sin’tszyan kak Platsdarm Inostrannoi Interventsii v Srednei Azii', [Xinjiang as a Base for Foreign Invasion into Central Asia], (Abstract of Dissertation in the Academy of Science, the Uzbekstan SSR), (AN UzbSSR, Tashkent, 1955).
- Taipov, Z. T., V Bor'be za Svobodu [In the Struggle for Freedom], (Moscow, Glavnaya Redaktsiya Vostochnoi Literaturi Izdatel'stvo Nauka, 1974).
- Wang, D., 'The Xinjiang Question of the 1940s: the Story behind the Sino-Soviet Treaty of August 1945', Asian Studies Review, vol. 21, no.1 (1997) p. 83-105.

- 'The USSR and the Establishment of the Eastern Turkestan Republic in Xinjiang', Journal of Institute of Modern History, Academia Sinica, vol.25 (1996) p. 337-378.
- Yakovlev, A. G., 'K Voprosy o Natsional’no-Osvoboditel’nom Dvizhenii Norodov Sin’tzyana v 1944-1949', [Question on the National Liberation Movement of the Peoples in Xinjiang in 1944-1945], in Uchenie Zapiski Instituta Voctokovedeniia Kitaiskii Spornik vol.xi, (1955) p. 155-188.
- Wang, David D. Under the Soviet shadow: the Yining Incident : ethnic conflicts and international rivalry in Xinjiang, 1944-1949》Hong Kong: The Chinese University Press, 1999.
- Wang, David D.《Clouds over Tianshan: essays on social disturbance in Xinjiang in the 1940s》Copenhagen: NIAS, 1999.
- Benson, Linda, The Ili Rebellion: The Moslem challenge to Chinese authority in Xinjiang, 1944-1949, Armonk, New York: M. E. Sharpe, 1990.  (ISBN 0-87332-509-5)
- James A. Millward and Nabijan Tursun, "Political History and Strategies of Control, 1884-1978" in Xinjiang: China's Muslim Borderland  (ISBN 0-7656-1318-2).